# Bilan saison par saison du Lokomotiv Moscou
Cet article présente le bilan par saison du Lokomotiv Moscou, à savoir ses résultats en championnat, coupes nationales et coupes européennes depuis 1936.
Faisant partie des sept équipes fondatrices du championnat soviétique de première division en 1936, le Lokomotiv devient notamment le premier vainqueur de la Coupe d'Union soviétique en remportant sa première édition cette année-là. Devenant par la suite une équipe de bas de classement en championnat, il connaît sa première relégation dès la saison 1945. Il remonte deux années après avant d'être relégué à nouveau en 1950 puis de faire à nouveau son retour l'année suivante. L'équipe connaît son passage le plus durable dans l'élite entre 1952 et 1963, période qui le voit notamment connaître remporter sa deuxième coupe nationale en 1957 avant de connaître son meilleur classement soviétique avec une deuxième place en 1959. Elle reprend par la suite son statut de club ascenseur avec pas moins de cinq relégations-promotions entre 1964 et 1991. Il passe par ailleurs la majeure partie des années 1980 en deuxième division. Il atteint par ailleurs une troisième finale de coupe en 1990, cependant perdue face au Dynamo Kiev.
Après la fin des compétitions soviétiques et l'établissement du championnat russe en 1992, le Lokomotiv connaît une montée en puissance progressive, notamment sous les ordres de Iouri Siomine, qui l'amène à devenir rapidement une des meilleures équipes du championnat et en Coupe de Russie, dont il remporte quatre éditions entre 1996 et 2001. Le club remporte finalement son premier championnat national en 2002 avant d'enchaîner une nouvelle fois en 2004. Il connaît par la suite une retombée relative dans le milieu de classement, bien que remportant trois nouvelles coupes entre 2007 et 2017, avant de décrocher son troisième titre de champion à l'issue de la saison 2017-2018.

## Bilan par saison

### Légende du tableau
| Champion / Vainqueur | Deuxième / Finaliste | Troisième | Promotion | Relégation |

- C1 = Coupe des clubs champions européens (jusqu'en 1992) puis Ligue des champions (depuis 1992)
- C2 = Coupe des coupes (1960-1999)
- C3 = Coupe des villes de foires (1955-1971) puis Coupe UEFA (1971-2009) puis Ligue Europa (depuis 2009)

### Période soviétique
| Saison           | Championnat | Championnat             | Championnat             | Championnat             | Championnat             | Championnat             | Championnat             | Championnat             | Championnat             | Championnat             | Coupe d'URSS            | Entraîneur                               |
| Saison           | Division    | Pos                     | Pts                     | J                       | V                       | N                       | D                       | BP                      | BC                      | Diff                    | Coupe d'URSS            | Entraîneur                               |
| ---------------- | ----------- | ----------------------- | ----------------------- | ----------------------- | ----------------------- | ----------------------- | ----------------------- | ----------------------- | ----------------------- | ----------------------- | ----------------------- | ---------------------------------------- |
| 1936 (printemps) | 1re         | 5e                      | 10                      | 6                       | 2                       | 0                       | 4                       | 7                       | 11                      | -4                      | Vainqueur               | Alekseï Stoliarov (ru)                   |
| 1936 (automne)   | 1re         | 4e                      | 15                      | 7                       | 4                       | 0                       | 3                       | 18                      | 14                      | +4                      | Vainqueur               | Alekseï Stoliarov (ru)                   |
| 1937             | 1re         | 6e                      | 31                      | 16                      | 5                       | 5                       | 6                       | 18                      | 20                      | -2                      | Demi-finales            | Jules Limbeck                            |
| 1938             | 1re         | 8e                      | 30                      | 25                      | 12                      | 6                       | 7                       | 44                      | 37                      | +7                      | 32es de finale          | Mikhaïl Souchkov (en)                    |
| 1939             | 1re         | 5e                      | 30                      | 26                      | 12                      | 6                       | 8                       | 42                      | 39                      | +3                      | Huitièmes de finale     | Mikhaïl Souchkov (en)                    |
| 1940             | 1re         | 6e                      | 25                      | 24                      | 10                      | 5                       | 9                       | 36                      | 52                      | -16                     | —                       | Mikhaïl Souchkov (en)                    |
| 1941-1943        | 1re         | Seconde Guerre mondiale | Seconde Guerre mondiale | Seconde Guerre mondiale | Seconde Guerre mondiale | Seconde Guerre mondiale | Seconde Guerre mondiale | Seconde Guerre mondiale | Seconde Guerre mondiale | Seconde Guerre mondiale | Seconde Guerre mondiale | Seconde Guerre mondiale                  |
| 1944             | 1re         | —                       | —                       | —                       | —                       | —                       | —                       | —                       | —                       | —                       | Huitièmes de finale     | Ivan Andreïev (ru)                       |
| 1945             | 1re         | 12e                     | 5                       | 22                      | 1                       | 3                       | 18                      | 14                      | 54                      | -40                     | Seizièmes de finale     | Ivan Andreïev (ru) Mikhaïl Souchkov (en) |
| 1946             | 2e Centre   | 7e                      | 26                      | 24                      | 10                      | 6                       | 8                       | 46                      | 33                      | +13                     | —                       | Vladimir Blinkov                         |
| 1947             | 2e Centre   | 1er                     | 45                      | 28                      | 21                      | 3                       | 4                       | 56                      | 22                      | +34                     | Quarts de finale Q      | Dmitri Maksimov                          |
| 1948             | 1re         | 7e                      | 24                      | 26                      | 10                      | 4                       | 12                      | 38                      | 64                      | -26                     | Huitièmes de finale     | Boris Apoukhtine (en) Dmitri Maksimov    |
| 1949             | 1re         | 11e                     | 30                      | 34                      | 11                      | 8                       | 15                      | 59                      | 56                      | +3                      | 32es de finale          | Dmitri Maksimov Gavriil Kachalin         |
| 1950             | 1re         | 15e                     | 30                      | 36                      | 11                      | 8                       | 17                      | 41                      | 73                      | -32                     | Quarts de finale        | Gavriil Kachalin                         |
| 1951             | 2e          | 3e                      | 48                      | 34                      | 19                      | 10                      | 5                       | 72                      | 38                      | +34                     | 32es de finale          | Gavriil Kachalin                         |
| 1952             | 1re         | 9e                      | 12                      | 13                      | 5                       | 2                       | 6                       | 19                      | 21                      | -2                      | Huitièmes de finale     | Gavriil Kachalin Boris Arkadiev          |
| 1953             | 1re         | 6e                      | 18                      | 20                      | 6                       | 6                       | 8                       | 21                      | 28                      | -7                      | Demi-finales            | Boris Arkadiev                           |
| 1954             | 1re         | 10e                     | 21                      | 24                      | 7                       | 7                       | 10                      | 21                      | 23                      | -2                      | Huitièmes de finale     | Boris Arkadiev                           |
| 1955             | 1re         | 5e                      | 25                      | 22                      | 9                       | 7                       | 6                       | 32                      | 27                      | +5                      | Demi-finales            | Boris Arkadiev                           |
| 1956             | 1re         | 10e                     | 18                      | 22                      | 5                       | 8                       | 9                       | 38                      | 28                      | +10                     | —                       | Boris Arkadiev                           |
| 1957             | 1re         | 4e                      | 28                      | 22                      | 12                      | 4                       | 6                       | 39                      | 27                      | +12                     | Vainqueur               | Boris Arkadiev                           |
| 1958             | 1re         | 5e                      | 24                      | 22                      | 9                       | 6                       | 7                       | 48                      | 34                      | +14                     | Demi-finales            | Ievgueni Ieliseïev                       |
| 1959             | 1re         | 2e                      | 29                      | 22                      | 12                      | 5                       | 5                       | 42                      | 25                      | +17                     | —                       | Ievgueni Ieliseïev                       |
| 1960             | 1re         | 5e                      | 34                      | 30                      | 14                      | 6                       | 10                      | 45                      | 46                      | -1                      | Seizièmes de finale     | Nikolaï Morozov                          |
| 1961             | 1re         | 5e                      | 38                      | 30                      | 13                      | 12                      | 5                       | 58                      | 42                      | +16                     | Quarts de finale        | Nikolaï Morozov                          |
| 1962             | 1re         | 13e                     | 27                      | 30                      | 5                       | 19                      | 14                      | 37                      | 54                      | -17                     | Seizièmes de finale     | Nikolaï Morozov Alekseï Kostylev         |
| 1963             | 1re         | 17e                     | 40                      | 38                      | 5                       | 19                      | 14                      | 37                      | 54                      | -17                     | Seizièmes de finale     | Boris Arkadiev                           |
| 1964             | 2e          | 1er                     | 53                      | 40                      | 19                      | 15                      | 6                       | 45                      | 30                      | +15                     | Seizièmes de finale     | Boris Arkadiev                           |
| 1965             | 1re         | 15e                     | 24                      | 32                      | 8                       | 8                       | 16                      | 37                      | 48                      | -11                     | Huitièmes de finale     | Boris Arkadiev Ievgueni Rogov            |
| 1966             | 1re         | 17e                     | 27                      | 36                      | 11                      | 5                       | 20                      | 34                      | 49                      | -15                     | Seizièmes de finale     | Konstantin Beskov Valentin Bouboukine    |
| 1967             | 1re         | 17e                     | 28                      | 36                      | 7                       | 14                      | 15                      | 33                      | 37                      | -4                      | Quarts de finale        | Valentin Bouboukine                      |
| 1968             | 1re         | 10e                     | 37                      | 38                      | 10                      | 17                      | 11                      | 35                      | 39                      | -4                      | Seizièmes de finale     | Valentin Bouboukine                      |
| 1969             | 1re         | 18e                     | 25                      | 34                      | 8                       | 9                       | 17                      | 33                      | 47                      | -14                     | Seizièmes de finale     | Viktor Marienko                          |
| 1970             | 2e          | 4e                      | 50                      | 42                      | 20                      | 10                      | 12                      | 53                      | 39                      | +14                     | Seizièmes de finale     | Viktor Marienko                          |
| 1971             | 2e          | 2e                      | 62                      | 42                      | 25                      | 12                      | 5                       | 81                      | 33                      | +48                     | Seizièmes de finale     | Ievgueni Rogov                           |
| 1972             | 1re         | 15e                     | 21                      | 30                      | 6                       | 9                       | 15                      | 29                      | 48                      | -19                     | Quarts de finale        | Ievgueni Rogov Igor Voltchok             |
| 1973             | 2e          | 3e                      | 46                      | 38                      | 20                      | 8                       | 10                      | 47                      | 32                      | +15                     | Seizièmes de finale     | Mikhail Yakushin Igor Voltchok           |
| 1974             | 2e          | 1er                     | 53                      | 38                      | 23                      | 7                       | 8                       | 73                      | 33                      | +40                     | Seizièmes de finale     | Igor Voltchok                            |
| 1975             | 1re         | 11e                     | 26                      | 30                      | 7                       | 12                      | 11                      | 28                      | 33                      | -5                      | Quarts de finale        | Igor Voltchok                            |
| 1976 (printemps) | 1re         | 15e                     | 9                       | 15                      | 3                       | 3                       | 9                       | 17                      | 23                      | -6                      | Huitièmes de finale     | Igor Voltchok                            |
| 1976 (automne)   | 1re         | 8e                      | 15                      | 15                      | 6                       | 3                       | 6                       | 13                      | 13                      | 0                       | Huitièmes de finale     | Igor Voltchok                            |
| 1977             | 1re         | 6e                      | 32                      | 30                      | 9                       | 14                      | 7                       | 27                      | 25                      | +2                      | Seizièmes de finale     | Igor Voltchok                            |
| 1978             | 1re         | 15e                     | 22                      | 30                      | 7                       | 9                       | 14                      | 26                      | 40                      | -14                     | Demi-finales            | Igor Voltchok Viktor Marienko            |
| 1979             | 1re         | 12e                     | 24                      | 34                      | 8                       | 12                      | 14                      | 44                      | 57                      | -13                     | Phase de groupes        | Viktor Marienko                          |
| 1980             | 1re         | 18e                     | 25                      | 34                      | 8                       | 9                       | 17                      | 34                      | 44                      | -10                     | Phase de groupes        | Viktor Marienko                          |
| 1981             | 2e          | 3e                      | 54                      | 46                      | 21                      | 15                      | 10                      | 65                      | 41                      | +24                     | Huitièmes de finale     | Aleksandr Sevidov                        |
| 1982             | 2e          | 4e                      | 54                      | 42                      | 21                      | 13                      | 8                       | 63                      | 32                      | +31                     | Phase de groupes        | Aleksandr Sevidov                        |
| 1983             | 2e          | 15e                     | 38                      | 42                      | 13                      | 13                      | 16                      | 51                      | 47                      | +4                      | Seizièmes de finale     | Vladimir Rodionov Igor Voltchok          |
| 1984             | 2e          | 6e                      | 46                      | 42                      | 17                      | 13                      | 12                      | 44                      | 37                      | +7                      | 32es de finale          | Igor Voltchok                            |
| 1985             | 2e          | 6e                      | 43                      | 42                      | 16                      | 11                      | 15                      | 52                      | 51                      | +1                      | 32es de finale          | Igor Voltchok                            |
| 1986             | 2e          | 6e                      | 53                      | 46                      | 21                      | 11                      | 14                      | 63                      | 48                      | +15                     | Seizièmes de finale     | Iouri Siomine                            |
| 1987             | 2e          | 2e                      | 58                      | 42                      | 23                      | 13                      | 6                       | 59                      | 26                      | +33                     | 64es de finale          | Iouri Siomine                            |
| 1988             | 1re         | 7e                      | 30                      | 30                      | 10                      | 12                      | 8                       | 35                      | 29                      | +6                      | Seizièmes de finale     | Iouri Siomine                            |
| 1989             | 1re         | 15e                     | 23                      | 30                      | 7                       | 9                       | 14                      | 20                      | 32                      | -12                     | Seizièmes de finale     | Iouri Siomine                            |
| 1990             | 2e          | 4e                      | 47                      | 38                      | 19                      | 9                       | 10                      | 52                      | 34                      | +18                     | Finale                  | Iouri Siomine                            |
| 1991             | 1re         | 16e                     | 18                      | 30                      | 5                       | 8                       | 17                      | 18                      | 47                      | -29                     | Demi-finales            | Valeri Filatov (en)                      |
| 1991             | 1re         | 16e                     | 18                      | 30                      | 5                       | 8                       | 17                      | 18                      | 47                      | -29                     | Demi-finales            | Valeri Filatov (en)                      |

### Période russe
| Saison    | Championnat | Championnat | Championnat | Championnat | Championnat | Championnat | Championnat | Championnat | Championnat | Championnat | Coupe de Russie      | Supercoupe de Russie | Coupe d'Europe | Coupe d'Europe       | Meilleur(s) buteur(s)             | Meilleur(s) buteur(s) | Entraîneur(s)                                     |
| Saison    | Division    | Pos         | Pts         | J           | V           | N           | D           | BP          | BC          | Diff        | Coupe de Russie      | Supercoupe de Russie | C              | Résultat             | Joueur(s)                         | Buts                  | Entraîneur(s)                                     |
| --------- | ----------- | ----------- | ----------- | ----------- | ----------- | ----------- | ----------- | ----------- | ----------- | ----------- | -------------------- | -------------------- | -------------- | -------------------- | --------------------------------- | --------------------- | ------------------------------------------------- |
| 1992      | 1re         | 4e          | 39          | 32          | 14          | 11          | 7           | 37          | 29          | +8          | —                    | —                    | —              | —                    | Mukhsin Mukhamadiev               | 7                     | Iouri Siomine                                     |
| 1993      | 1re         | 5e          | 39          | 34          | 14          | 11          | 9           | 45          | 29          | +26         | Huitièmes de finale  | —                    | —              | —                    | Aleksandr Smirnov                 | 11                    | Iouri Siomine                                     |
| 1994      | 1re         | 3e          | 36          | 30          | 12          | 12          | 6           | 49          | 28          | +21         | Quarts de finale     | —                    | C3             | Premier tour         | Oleg Garine                       | 22                    | Iouri Siomine                                     |
| 1995      | 1re         | 2e          | 55          | 30          | 20          | 5           | 5           | 52          | 23          | +29         | Quarts de finale     | —                    | —              | —                    | Oleg Garine                       | 14                    | Iouri Siomine                                     |
| 1996      | 1re         | 6e          | 55          | 34          | 15          | 10          | 9           | 46          | 31          | +15         | Vainqueur            | —                    | C3             | Premier tour         | Alekseï Kosolapov                 | 15                    | Iouri Siomine                                     |
| 1997      | 1re         | 5e          | 54          | 34          | 15          | 9           | 10          | 47          | 37          | +10         | Vainqueur            | —                    | C2             | Huitièmes de finale  | Alekseï Kosolapov                 | 13                    | Iouri Siomine                                     |
| 1998      | 1re         | 3e          | 55          | 30          | 16          | 7           | 7           | 45          | 28          | +17         | Finale               | —                    | C2             | Demi-finales         | Zaza Janashia                     | 13                    | Iouri Siomine                                     |
| 1999      | 1re         | 2e          | 65          | 30          | 20          | 5           | 5           | 62          | 30          | +32         | Quarts de finale     | —                    | C2             | Demi-finales         | Dmitri Loskov                     | 17                    | Iouri Siomine                                     |
| 2000      | 1re         | 2e          | 62          | 30          | 18          | 8           | 4           | 50          | 20          | +30         | Vainqueur            | —                    | C3             | Deuxième tour        | Dmitri Loskov                     | 20                    | Iouri Siomine                                     |
| 2001      | 1re         | 2e          | 56          | 30          | 16          | 8           | 6           | 53          | 24          | +29         | Vainqueur            | —                    | C1             | Troisième tour Q     | James Obiorah                     | 14                    | Iouri Siomine                                     |
| 2001      | 1re         | 2e          | 56          | 30          | 16          | 8           | 6           | 53          | 24          | +29         | Vainqueur            | —                    | C3             | Seizièmes de finale  | James Obiorah                     | 14                    | Iouri Siomine                                     |
| 2002      | 1re         | 1er         | 69          | 31          | 20          | 9           | 2           | 47          | 14          | +33         | Seizièmes de finale  | —                    | C1             | 1re Phase de groupes | Dmitri Loskov                     | 10                    | Iouri Siomine                                     |
| 2002      | 1re         | 1er         | 69          | 31          | 20          | 9           | 2           | 47          | 14          | +33         | Seizièmes de finale  | —                    | C3             | Seizièmes de finale  | Dmitri Loskov                     | 10                    | Iouri Siomine                                     |
| 2003      | 1re         | 4e          | 52          | 30          | 15          | 7           | 8           | 54          | 33          | +21         | Huitièmes de finale  | Vainqueur            | C1             | 2e Phase de groupes  | Dmitri Loskov                     | 18                    | Iouri Siomine                                     |
| 2004      | 1re         | 1er         | 61          | 30          | 18          | 7           | 5           | 44          | 19          | +25         | Quarts de finale     | —                    | C1             | Huitièmes de finale  | Dmitri Sytchev                    | 17                    | Iouri Siomine                                     |
| 2005      | 1re         | 3e          | 56          | 30          | 14          | 14          | 2           | 41          | 18          | +23         | Seizièmes de finale  | Vainqueur            | —              | —                    | Diniyar Bilyaletdinov             | 8                     | Vladimir Echtrekov (en)                           |
| 2005      | 1re         | 3e          | 56          | 30          | 14          | 14          | 2           | 41          | 18          | +23         | Seizièmes de finale  | Vainqueur            | —              | —                    | Dmitri Sytchev                    | 8                     | Vladimir Echtrekov (en)                           |
| 2006      | 1re         | 3e          | 53          | 30          | 15          | 8           | 7           | 47          | 34          | +13         | Quarts de finale     | —                    | C1             | Troisième tour Q     | Dmitri Loskov                     | 17                    | Slavoljub Muslin Oleg Dolmatov                    |
| 2006      | 1re         | 3e          | 53          | 30          | 15          | 8           | 7           | 47          | 34          | +13         | Quarts de finale     | —                    | C3             | Seizièmes de finale  | Dmitri Loskov                     | 17                    | Slavoljub Muslin Oleg Dolmatov                    |
| 2007      | 1re         | 7e          | 41          | 30          | 11          | 8           | 11          | 39          | 42          | -3          | Vainqueur            | —                    | C3             | Premier tour         | Dmitri Sytchev                    | 16                    | Anatoli Bychovets                                 |
| 2008      | 1re         | 7e          | 47          | 30          | 13          | 8           | 9           | 37          | 32          | +5          | Seizièmes de finale* | Finale               | C3             | Phase de groupes     | Peter Odemwingie                  | 10                    | Rashid Rahimov                                    |
| 2009      | 1re         | 4e          | 54          | 30          | 15          | 9           | 6           | 43          | 30          | +13         | Quarts de finale     | —                    | —              | —                    | Dmitri Sytchev                    | 13                    | Rashid Rahimov Vladimir Maminov Iouri Siomine     |
| 2010      | 1re         | 5e          | 48          | 30          | 13          | 9           | 8           | 34          | 29          | +5          | Seizièmes de finale  | —                    | —              | —                    | Oleksandr Aliyev                  | 15                    | Iouri Siomine                                     |
| 2011-2012 | 1re         | 7e          | 66          | 44          | 18          | 12          | 14          | 59          | 48          | +11         | Seizièmes de finale  | —                    | C3             | Barrages Q           | Denis Glouchakov                  | 14                    | Iouri Krasnojan José Couceiro                     |
| 2011-2012 | 1re         | 7e          | 66          | 44          | 18          | 12          | 14          | 59          | 48          | +11         | Quarts de finale     | —                    | C3             | Seizièmes de finale  | Denis Glouchakov                  | 14                    | Iouri Krasnojan José Couceiro                     |
| 2012-2013 | 1re         | 9e          | 29          | 30          | 7           | 8           | 15          | 30          | 41          | -11         | Huitièmes de finale  | —                    | —              | —                    | Dame N'Doye                       | 10                    | Slaven Bilić                                      |
| 2013-2014 | 1re         | 3e          | 59          | 30          | 17          | 8           | 5           | 51          | 23          | +28         | Seizièmes de finale  | —                    | —              | —                    | Dame N'Doye                       | 13                    | Leonid Kuchuk                                     |
| 2014-2015 | 1re         | 7e          | 43          | 30          | 11          | 10          | 9           | 31          | 25          | +6          | Vainqueur            | —                    | C3             | Barrages Q           | Manuel Fernandes                  | 7                     | Leonid Kuchuk Igor Tcherevtchenko Miodrag Božović |
| 2015-2016 | 1re         | 6e          | 50          | 30          | 14          | 8           | 8           | 43          | 33          | +10         | Seizièmes de finale  | Finale               | C3             | Seizièmes de finale  | Aleksandr Samedov                 | 14                    | Igor Tcherevtchenko                               |
| 2016-2017 | 1re         | 8e          | 42          | 30          | 10          | 12          | 8           | 39          | 27          | +12         | Vainqueur            | —                    | C3             | Huitièmes de finale  | Manuel Fernandes                  | 9                     | Iouri Siomine                                     |
| 2017-2018 | 1re         | 1er         | 60          | 30          | 18          | 6           | 6           | 41          | 21          | +20         | Seizièmes de finale  | Finale               | C3             | Huitièmes de finale  | Manuel Fernandes                  | 14                    | Iouri Siomine                                     |
| 2017-2018 | 1re         | 1er         | 60          | 30          | 18          | 6           | 6           | 41          | 21          | +20         | Seizièmes de finale  | Finale               | C3             | Huitièmes de finale  | Jefferson Farfán                  | 14                    | Iouri Siomine                                     |
| 2018-2019 | 1re         | 2e          | 56          | 30          | 16          | 8           | 6           | 45          | 28          | +17         | Vainqueur            | Finale               | C1             | Phase de groupes     | Anton Miranchuk                   | 16                    | Iouri Siomine                                     |
| 2019-2020 | 1re         | 2e          | 52          | 30          | 16          | 9           | 5           | 41          | 29          | +12         | Seizièmes de finale  | Vainqueur            | C1             | Phase de groupes     | Grzegorz Krychowiak               | 9                     | Iouri Siomine Marko Nikolić                       |
| 2020-2021 | 1re         | 3e          | 56          | 30          | 17          | 5           | 8           | 45          | 35          | +10         | Vainqueur            | Finale               | C1             | Phase de groupes     | Grzegorz Krychowiak Fiodor Smolov | 9                     | Marko Nikolić                                     |
| 2021-2022 | 1re         | 6e          | 48          | 30          | 13          | 9           | 8           | 43          | 39          | +4          | Huitièmes de finale  | Finale               | C3             | Phase de groupes     | Wilson Isidor                     | 7                     | Marko Nikolić Markus Gisdol Zaur Khapov (en)      |
| 2022-2023 | 1re         | 8e          | 45          | 30          | 13          | 6           | 11          | 54          | 46          | +8          | Quarts de finale     | —                    | —              | —                    | Anton Mirantchouk                 | 11                    | Josef Zinnbauer Mikhaïl Galaktionov (en)          |